# Баргель чорний
Баргель чорний (Daphoenositta miranda) — вид горобцеподібних птахів родини баргелевих (Neosittidae).

## Поширення
Ендемік Новій Гвінеї. Вид поширений у високогірних районах.

## Опис
Птах завдовжки 12 см, вага 12-17 г. Оперення чорного забарвлення. Краї хвоста та крил білі. Дзьоб та ноги теж чорні. Очні кільця жовті.

## Підвиди
- Daphoenositta miranda frontalis van Oort, 1910
- Daphoenositta miranda kuboriensis Mayr & Gilliard, 1952
- Daphoenositta miranda miranda De Vis, 1897